# Constituição Argentina de 1819

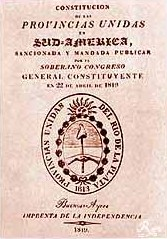
Constituição Argentina de 1819

A Constituição Argentina de 1819 foi uma Constituição redigida pelo Congresso de Tucumán em 1819, pouco após a Guerra de Independência Argentina. Foi promovida pela Buenos Aires, mas rejeitada pelas outras províncias e não entrou em vigor.

## Sanção
O Congresso de Tucumán havia se transferido para Buenos Aires, após ter emitido a Declaração de Independência da Argentina em San Miguel de Tucumán. O projeto foi baseado nas leis vigentes que governavam as Províncias Unidas do Rio da Prata, bem como em constituições estrangeiras como as dos Estados Unidos, França ou Espanha. Foi escrita por José Mariano Serrano, Diego Estanislao Zavaleta, Teodoro Sánchez de Bustamante, Juan José Paso e Antonio Sáenz.

## Conteúdo
A Constituição estabeleceu a separação de poderes em três ramos distintos, com o poder executivo a ser exercido por um "Diretor Supremo", que seria eleito por maioria de uma Sessão Conjunta do Congresso, e que serviria um mandato de cinco anos. Sob a forma de governo estabelecida em 1814, o poder executivo havia sido exercido pelo Diretor Supremo das Províncias Unidas do Rio da Prata, mas houve tentativas de coroar um Bourbon como Rei das Províncias Unidas. Ele teria a autoridade para designar os governadores das províncias.
O poder legislativo deveria ser exercido por duas câmaras; uma de Senadores, a outra de deputados. Além de um número fixo de Senadores por província, a câmara de Senadores também seria composta por três militares (posto de coronel ou superior), um bispo, três clérigos, um representante de cada Universidade, e o ex-Diretor Supremo. Tanto senadores quanto deputados tinham que comprovar um patrimônio de $8 000 e $4 000 respectivamente. A câmara de deputados deveria ter a iniciativa em questões relacionadas com impostos.

## Reações
A constituição foi promulgada em 25 de maio de 1819. Foi imediatamente rejeitada pelas províncias, que declarariam guerra contra o Diretório Supremo. Como os exércitos nacionais que estavam lutando na Guerra de Independência se recusaram a lutar uma guerra civil, as tropas diminuídas do Diretor Supremo José Rondeau foram derrotadas durante a Batalha de Cepeda de 1º de fevereiro de 1820. A Constituição de 1819 foi assim revogada.

## Signatários
Os signatários do texto constitucional foram:
- Dr. Gregorio Funes, Presidente, Deputado de Tucumán.
- Dr. José Mariano Serrano, vice-presidente, deputado de Charcas.
- Pedro León Díaz Gallo, deputado por Santiago del Estero.
- Tomás Godoy Cruz, deputado por Mendoza.
- Dr. Antonio Sáenz, deputado por Buenos Aires.
- Vicente López y Planes, deputado por Buenos Aires.
- Alejo Villegas, deputado por Córdoba.
- Dr. Teodoro Sánchez de Bustamante, deputado pela cidade de Jujuy e seu território.
- Dr. José Severo Malabia, deputado por Charcas.
- Coronel. Miguel de Azcuénaga, deputado por Buenos Aires.
- Benito Lascano, deputado por Córdoba.
- Jaime Zudañez, deputado por Charcas.
- Dr. José Miguel Díaz Vélez, deputado por Tucumán.
- Juan José Paso, deputado por Buenos Aires.
- Matías Patrón, deputado por Buenos Aires.
- Dr. Domingo Guzmán, deputado por San Luis.
- Dr. Pedro Ignacio de Castro Barros, Deputado por La Rioja.
- Pedro Francisco Uriarte, deputado por Santiago del Estero.
- General Juan José Viamonte, deputado por Buenos Aires.
- Dr. Pedro Buenaventura Carrasco, deputado por Cochabamba.
- Pedro Ignacio Rivera, deputado por Mizque.
- Dr. Luis José de Chorroarín, deputado por Buenos Aires.
- Dr. José Andrés Pacheco de Melo, deputado por Chichas.
- Dr. Manuel Antonio Acevedo, deputado por Catamarca.
- Dr. José Eugenio de Elías, secretário.